# Philéos d'Athènes
Philéos d'Athènes (grec ancien Φίλαιος, latin Philaeus) est un fils ou un petit-fils d'Ajax et de Tecmesse. 

## Biographie
Il livra à Athènes sa patrie, l'île de Salamine, ce qui lui valut le droit de cité dans Athènes. Il est l'ancêtre éponyme du dème attique de Philaïdae.
Une tradition majoritaire fait de Philéos d'Athènes le fils d'Ajax et de Tecmesse. Ainsi Plutarque : « Solon prouva clairement aux juges que Phyléos et Eurysacès, fils d'Ajax, ayant reçu le droit de bourgeoisie à Athènes, firent don de leur île aux Athéniens, et s'établirent, l'un à Braurone, l'autre à Mélitte, deux bourgs de l'Attique ; et que Phyléos donna son nom au bourg des Phyléides, d'où était Pisistrate. » 
Mais, pour Pausanias, son père serait Eurysacès.